# G3 Shopping Resort Gerasdorf

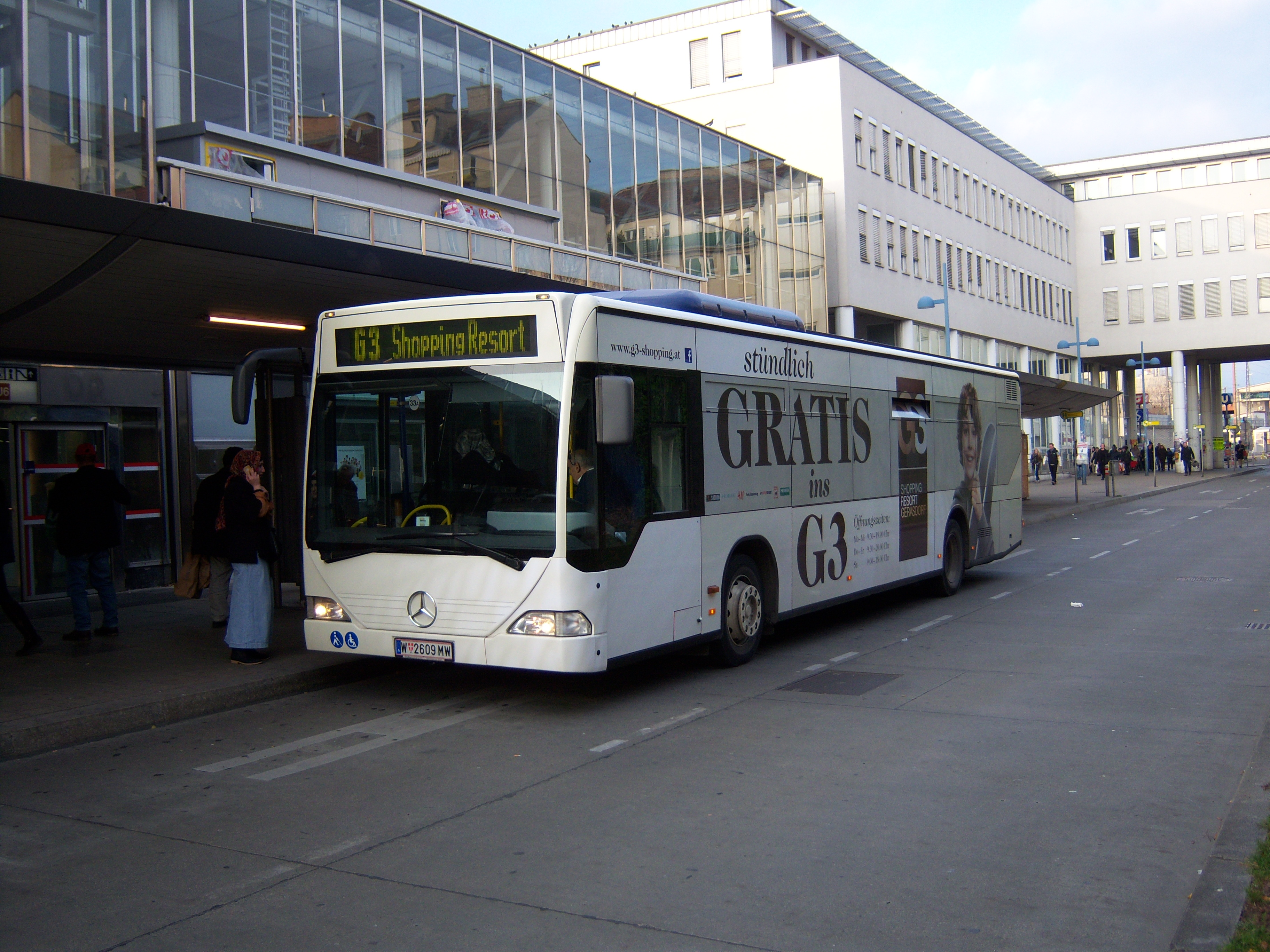
G3-Shuttlebus beim Bahnhof Wien Floridsdorf

Das G3 Shopping Resort Gerasdorf ist ein Einkaufszentrum im Gemeindegebiet von Gerasdorf bei Wien und nach Angaben des Betreibers, das fünftgrößte Einkaufszentrum Österreichs. Der Name G3 bezeichnet die drei Gebäudekomplexe bestehend aus dem Einkaufszentrum, dem Fachmarktzentrum und dem angrenzenden bereits seit 1997 bestehenden Baumarkt Hornbach. Das Einkaufszentrum befindet sich ca. 7 km außerhalb von Gerasdorf, im Industriegebiet Seyring.

## Entwicklung
Erste Planungsarbeiten für das Einkaufszentrum erfolgten im Jahr 2005. Die Bauarbeiten im Bereich Fachmarktzentrum begannen 2009, die Bautätigkeiten am Einkaufszentrum im Jahr darauf. Der Bauträger ist die BAI Bauträger Austria Immobilien wobei die Vermietung über die Firma EKAZENT erfolgte.
Das G3 wurde 2005 als erstes Einkaufszentrum in Österreich einer Umweltverträglichkeitsprüfung unterzogen. Im Zuge des UVP-Verfahrens wurden Maßnahmen erarbeitet, die den Lebensraum für heimische Tierarten wie die Haubenlerche oder das Wiener Nachtpfauenauge sicherstellen sollen. Der Bescheid wurde vom Amt der NÖ  Landesregierung am 11. Dezember 2007 erteilt und die einzige Berufung wurde am 26. März 2008 vom Umweltsenat wegen eines Formalfehlers abgewiesen.
Am Eröffnungstag 18. Oktober 2012 wurden 58.000 Besucher gezählt.
Im März 2014 wurde das Einkaufszentrum an die ECE Projektmanagement Austria GmbH verkauft.

## Kritik
Im Zuge der UVP wurden Konfliktpunkte aufgezeigt. So verfügt das Einkaufszentrum über keine leistungsfähige öffentliche Verkehrsanbindung und schafft daher vor allem motorisierten Individualverkehr. Der dadurch verursachte Verkehrsanstieg von prognostizierten zusätzlichen 43.400 Kfz-Fahrten pro Tag hat wiederum negative Auswirkungen auf die Lebensqualität in der Region.
In der Umweltverträglichkeitserklärung des Projektwerbers wurden als Grundlage für alle Umweltbewertungen die Situation im Planungsgebiet im Jahr 2005 (kein EKZ, keine S1, keine A5) mit dem Planfall 1 im Jahr 2009 (Realisierung EKZ, S1 und A5) verglichen. Dadurch konnte nach Meinung des BMLFUW die Zusatzbelastung des Vorhabens nicht quantifiziert werden.
Die Entlastungswirkungen der S1 und A5 im niederrangigen Straßennetz (ca. minus 35 % Verkehr) werden durch das EKZ G3 aufgebraucht.